# Kollo (Tiébélé)
Pour les articles homonymes, voir Kollo (homonymie).
Kollo est une commune rurale située dans le département de Tiébélé de la province du Nahouri dans la région du Centre-Sud au Burkina Faso.

## Géographie
Situé à 6 km au sud de Tiébélé, le village de Kollo s'étend sur 18 km2 – couvert par un paysage de petites collines et de reliefs montagneux résiduels de type granitique érodé – et est divisé en cinq quartiers : Pogo, Pioussongo, Tiévoulou, Zablé et Zéka.

## Démographie
| 1975  | 1985  | 2006  | 2012 |
| ----- | ----- | ----- | ---- |
| 1 704 | 2 087 | 2 155 | -    |

## Santé et éducation
Le centre de soins le plus proche de Kollo est le centre de santé et de promotion sociale (CSPS) de Tiébélé tandis que le centre médical (CMA) le plus proche se trouve à Pô.